# Jugoslawische Armee
Die Jugoslawische Armee (serbokroatisch Југословенска војска Jugoslovenska vojska), bis Oktober 1929 Armee des Königreichs der Serben, Kroaten und Slowenen (serbokroatisch Војска Краљевине Срба, Хрвата и Словенаца Vojska Kraljevine Srba, Hrvata i Slovenaca), stellte die Landstreitkräfte des Königreichs der Serben, Kroaten und Slowenen (1918–1929) sowie des Königreichs Jugoslawien (1929–1941) dar.
Als Ergebnis des Balkanfeldzugs kapitulierte die Jugoslawische Armee am 17. April 1941. Ab Juni 1941 wurde eine Exilarmee in Ägypten aufgestellt. Außerdem nahmen viele Veteranen der Jugoslawischen Armee als Teil der kommunistischen Volksbefreiungsarmee, der serbisch-nationalistischen Tschetnik-Bewegung, der Kroatischen Heimwehr, der Slowenischen Heimwehr oder anderer Fraktionen auf verschiedenen Seiten am Partisanenkrieg in Jugoslawien teil.

## Geschichte
Die Jugoslawische Armee ging im Dezember 1918 aus dem Serbischen Heer hervor.

### Situation zu Kriegsausbruch 1941
Zum Zeitpunkt des Angriffs der Achsenmächte auf Jugoslawien war das Königreich in acht Heeresdistrikte eingeteilt. Innerhalb von drei verschiedenen Heeresgruppen waren fünf Armeen sowie die 3. Territorialarmee verteilt. Darüber hinaus gab es eine 5. Armee, eine 6. Armee und eine Küstenarmee, die keiner der Heeresgruppen unterstellt waren. Die Heeresgruppe 1 unter Armeegeneral Milorad Petrović verteidigte den Nordteil des Landes mit der 7. Armee in Slowenien und der 4. Armee in Kroatien-Slawonien. Die Heeresgruppe 2 unter Armeegeneral Milutin Nedić war im Osten des Landes disloziert und verfügte über die 2. Armee in Ostkroatien sowie die 1. Armee in der Vojvodina und in Zentralserbien. Die Heeresgruppe 3 unter Milan Nedić war im Süden und Südosten des Landes aufgestellt und verfügte über die 3. Armee entlang der albanischen Grenze sowie die 3. Territorialarmee in Nordmazedonien. Die 5. und 6. Armee waren in Serbien aufgestellt.
Die Jugoslawische Armee verfügte zum Zeitpunkt des Kriegsausbruchs über 28 Infanteriedivisionen, die aus 16 Friedensdivisionen und 12 Mobilisierungsdivisionen bestand. Die Friedensdivisionen waren die 3., 5., 7., 9., 10., 12., 15., 17., 20., 25., 27., 30., 31., 38., 46., und 50. Division, die Mobilisierungsdivisionen waren die 1., 8., 13., 22., 32., 33., 34., 40., 42., 44., 47. und 49. Division. Jeder der Divisionen trug außer ihrer Ordinalzahl noch eine Bezeichnung, die sich üblicherweise aus einer nahegelegenen Ortschaft oder geographischen Region ableitete. Jede Infanteriedivision bestand aus drei Infanterieregimentern, einem Artillerieregiment und einem Kavalleriebataillon. Jedes der Infanterieregimenter bestand aus drei Bataillon zu jeweils vier Kompanien.
Außer den 28 Infanteriedivisionen gab es noch drei Kavalleriedivisionen, die von 1 bis 3 durchnummeriert waren und aus jeweils zwei Kavalleriebrigaden zu je zwei Regimentern bestanden, die durch verschiedene Divisionstruppen unterstützt wurden.

### Kriegsgliederung der jugoslawischen Armee, 6. April 1941
| Heeresgruppe                       | Armee                | Divisionen und Abteilungen |
| ---------------------------------- | -------------------- | --- |
| Reservekommando (Belgrad)          | Strategische Reserve | 1. Division „Cerska“, 33. Division „Lička“, 44. Division „Unska“ (Bihać), 47. Division „Dinarska“ |
| Reservekommando (Belgrad)          | Küstenarmee (Kotor)  | 12. Division „Jadranska“ (Mostar), Festungskommando Šibenik, Festungskommando Boka Kotor, Abteilung „Čaplinski“, Abteilung „Trebinje“                                                                 |
| Heeresgruppe 1 (Zagreb)            | 4. Armee (Zagreb)    | 27. Division „Savska“ (Zagreb), 40. Division „Slavonska“ (Slavonski Brod), 42. Division „Murska“ (Varaždin), Abteilung „Ormoski“                                                                      |
| Heeresgruppe 1 (Zagreb)            | 7. Armee (Ljubljana) | 32. Division „Triglavska“ (Celje), 38. Division „Dravska“ (Ljubljana), 1. Kavalleriedivision, Abteilung Lička (Planina), Gebirgsabteilung Risnjački (Ribnica), Gebirgsabteilung Triglavski (Bistrica) |
| Heeresgruppe 2 (Sremska Mitrovica) | 1. Armee (Novi Sad)  | 7. Division „Potiska“ (Subotica), 3. Kavalleriedivision, Abteilung „Secanski“, Abteilung „Somborski“, Abteilung „Žabalski“                                                                            |
| Heeresgruppe 2 (Sremska Mitrovica) | 2. Armee (Sarajevo)  | 10. Division Bosanska (Sarajevo), 17. Division Vrbaska (Banja Luka), 30. Division Osijek (Osijek) |
| Heeresgruppe 3 (Skopje)            | Heeresgruppenreserve | 22. Division Ibar |
| Heeresgruppe 3 (Skopje)            | 3. Armee             | 13. Division „Hercegovačka“, 15. Division „Zetska“ (Cetinje), 25. Division „Vardarska“ (Podgorica), 31. Division „Kosovska“ (Pristina), Kavallerieabteilung „Komski“                                  |
| Heeresgruppe 3 (Skopje)            | 3. Territorialarmee  | 5. Division „Šumadiska“, 20. Division „Bregalnica“, 46. Division „Moravska“, Abteilung „Strumički“ |
| direkt unter Oberkommando          | 5. Armee             | 8. Division „Krajina“, 9. Division „Timočka“ (Zaječar), 34. Division „Toplička“, 50. Division „Drinska“, 2. Kavalleriedivision, Abteilung „Kalinski“, Abteilung „Vlasinski“                           |
| direkt unter Oberkommando          | 6. Armee (Belgrad)   | 3. Division „Dunavska“ (Belgrad), 49. Division „Sremska“ (Sremska Mitrovica), Abteilung „Braničevski“, Abteilung „Požarevačka“, Abteilung „Smederevski“, Abteilung „Banatski“, Abteilung „Savski“     |

### Balkanfeldzug
Ab dem 6. April begann der Balkanfeldzug der Achsenmächte. An der Nordfront durchschlugen die Deutschen am zweiten Gefechtstag die Abwehrstellungen der Rupnik-Linie und zerschlugen die 38. Division Dravska. Bereits am dritten Tag des Feldzugs war der Großteil Sloweniens in deutscher Hand, weshalb die slowenische 32. Division „Triglavska“ sowie die in kroatischen Divisionen 27 „Savska“ und 40 „Slavonska“ bereits massive Auflösungserscheinungen zeigten. Am 9. April drangen die Deutschen in Kroatien ein und bereiteten den Einmarsch in Zagreb vor, wobei die 40. Division „Slavonska“ praktisch zerschlagen wurde. Am 10. April begann der Einmarsch der Achsenmächte aus Ungarn, wobei Varaždin besetzt wurde. Am 11. April nahmen deutsche Truppen die Städte Celje, Karlovac und Osijek in Slowenien und Kroatien ein, während die Italiener Ljubljana besetzten. Am 13. April war die italienische Besetzung der Halbinsel Istrien abgeschlossen. Am 14. April nahmen die Deutschen Valjevo und Kraljevo ein, während die Italiener bei Knin der 12. Division „Jadranska“ eine schwere Niederlage zufügten. Am gleichen Tag besetzten ungarische Truppen den Großteil der Vojvodina. Am 16. April folgte die italienische Besatzung der Städte Metković, Sarajevo und Mostar sowie am 17. April der Einmarsch der Italiener in Trebinje und Dubrovnik.
Entlang der Westküste ging die jugoslawische 12. Division „Jadranska“ am 9. April in die Offensive gegen die italienische Exklave Zara an der kroatischen Küste. Die Belagerung der 12. Division wurde jedoch am 13. April von den Italienern gebrochen. Am 15. April besetzten die Italiener die kroatischen Küstenstädte Split und Šibenik.
Im Osten rückten deutsche Truppen am 11. April in Kragujevac und Pancevo ein, während die Ungarn ihren Angriff auf Baranja und Batschka eröffneten. Am 12. April eroberten die Deutschen Belgrad und die Ungarn Novi Sad.
Im Süden zerschlugen die Deutschen am 7. April die Divisionen 20 „Bregalnička“, 22 „Ibarska“ und 46 „Moravska“ in Mazedonien. Zeitweise gingen die jugoslawischen Truppen entlang der albanischen Grenze in die Offensive; am 8. April drangen die Divisionen 15 „Zetska“, 25 „Vardarska“ und 31 „Kosovska“ im von den Italienern in Personalunion kontrollierten Königreich Albanien ein. Am gleichen Tag erlitt die 34. Division „Toplička“ in Mazedonien gegen die Deutschen eine schwere Niederlage. Die 25. Division „Vardarska“ kapitulierte bereits am Folgetag vor den Deutschen und Italienern. Ebenfalls am 9. April nahmen die Deutschen Bitola ein. Am 10. April erfolgte der Einmarsch deutscher Truppen aus dem mit Deutschland verbündeten Rumänien im Westbanat und die Besetzung der Großstadt Nis. Am 11. April ging die Division 5 „Šumadiska“ in deutsche Gefangenschaft. Am 12. April eroberten die Deutschen Prizren im Kosovo sowie am 15. April Užice in Serbien. Ebenfalls am 15. April vertrieben die Italiener die Divisionen 13 „Hercegovačka“ und 15 „Zetska“ aus Albanien. Bei Sokobanja wurde am gleichen Tag die 34. Division „Toplička“ zerschlagen.
Am 15. April nahmen deutsche Truppen das jugoslawische Oberkommando bei Zvornik gefangen.

## Dienstgrade
Der höchste Dienstgrad der Jugoslawischen Armee war der Marschallsrang Woiwode, der jedoch zu Beginn des Zweiten Weltkriegs nur vom in Ruhestand befindlichen serbischen General des Ersten Weltkriegs Petar Bojović gehalten wurde. Darunter folgten die Dienstgrade Armeegeneral, Divisionsgeneral, Brigadegeneral, Oberst, Oberstleutnant, Major, Hauptmann 1. Klasse, Hauptmann 2. Klasse, Leutnant, Unterleutnant, Feldwebel 1. Klasse, Feldwebel 2. Klasse, Feldwebel 3. Klasse, Unteroffizier, Korporal, Obergefreiter und Gefreiter.